# حبيل ربض (يهر)

تعديل مصدري - تعديل

حبيل ربض هي إحدى قرى عزلة يهر بمديرية يهر التابعة لمحافظة لحج، بلغ تعداد سكانها 16 نسمة حسب تعداد اليمن لعام 2004.